# شلمنسر دوم
شلمنسر دوم (Salmānu-ašarēd I), کتیبه شده mdSILIM-ma-nu-MAŠ/SAGبه معنای «شولمانو (Salmānu) مهمترین ایزد است» پادشاه آشور ۱۰۳۰–۱۰۱۹ پیش از میلاد بود.

## زندگی‌نامه

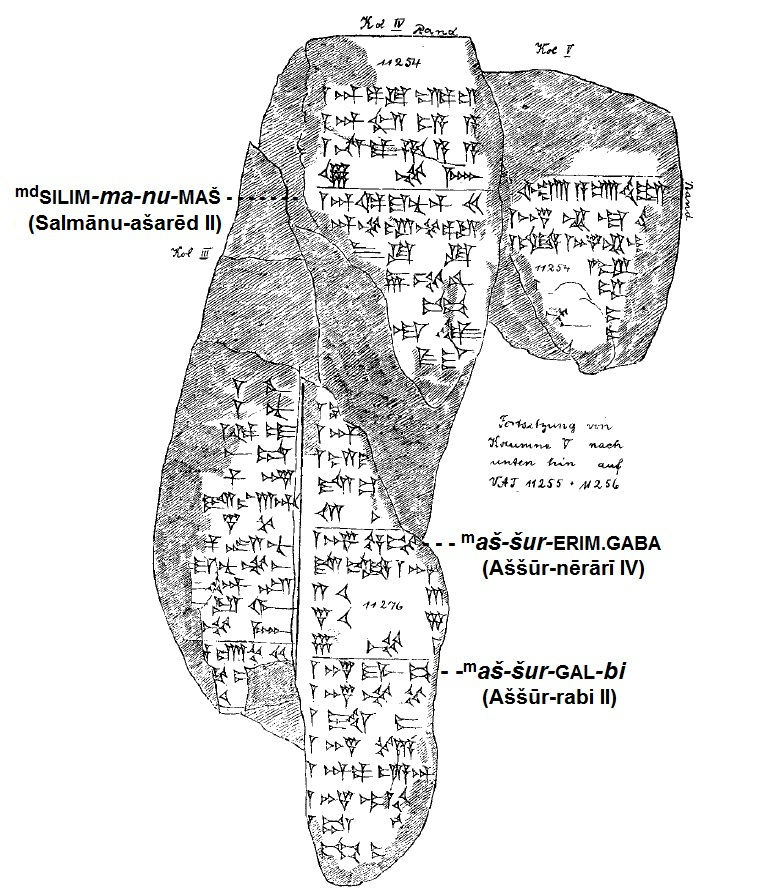
هنر خط شرودر برای فهرست KAV 21 Epmons که دوازده سال از شلمنسر دوم و جانشینان بلافصل او را نشان می‌دهد.

در «لیست پادشاهی همزمان» او در کنار همتای  بابلی خوو، ایولماش-شاکین-شومی (۱۰۰۴–۹۸۸ پیش از میلاد) از سلسله بت-بازی ذکر شده‌است، به احتمال زیاد، او همزمان با نبو-شوما-لیبور (۱۰۳۳–۱۰۲۶ پیش از میلاد) و سیمبار-شیپاک (۱۰۲۵– ۱۰۰۸ پیش از میلاد) سلطنت کرده باشد. این دوران با مشکلاتی از قبیل خشکسالی، کمبود محصول و هجوم توسط آرامی‌ها مشخص شده‌است، این قوم تحت فشار تغییرات آب و هوایی مهاجرت کرد. پادشاه بعدی، آشور-دان دوم (۹۳۵–۹۱۲ پیش از میلاد)، شلمنسر دوم را به دلیل ضررهایش از حملات این گروه قبیله‌ای یاد کرده‌است:
[او...] از زمان شلمنسر، پادشاه [آشور ، پدر من] ، [مردم آشور را توسط…] و قتل را نابود کرده بود ، [همه] [پسران (و) دختران] خود را فروخته بود.
مرجع گذشته نگر دیگری را احتمالاً می‌توان در کتیبه آشور-ناصیر-پال دوم یافت، مگر اینکه اشاره به پادشاه قبلی دیگری با این نام داشته باشد.
این داستان مربوط به "من شهرهای سینابو (و) تیدو را دوباره تصرف کردم - قلعه‌هایی که شلمنسر، پادشاه آشور، شاهزاده‌ای که پیش از من بود، علیه سرزمین [نیری] (و) که آرامی‌ها به تصرف خود درآورده بود، آنها را پادگان کرده بود.
 "
کتیبه‌های معدودی وجود دارد که ممکن است به یقین به او نسبت داده شود زیرا ممکن است تعداد زیادی متعلق به شلمنسر یکم پیش از وی یا یکی از سه نفر متعاقب وی باشد. از میان آنهایی که می‌توان به‌طور قابل اعتماد به وی نسبت داد، یک ستون یادبود (شماره ۱۴) از آشور، از ستون، شجره نامه وی را ارائه می‌دهد بنابراین شناسایی اجازه می‌دهد و نه هیچ چیز دیگری. در کتیبه می‌خوانیم: "شلمنسر، پادشاه بزرگ، پادشاه جهان، پادشاه آشور، پسر آشور-ناصیر-پال، پادشاه آشور، پسر شمشی-ادد، که همچنین پادشاه آشور بود ". وقف معبد، مقادیر بلزام سرو ("dam erêni") اهدا شده توسط پادشاه به معبد آشور و "معابد" آن را فهرست می‌کند و شامل تهیه مقداری مواد معطر به ایگیلات، خدای رود مقدس شده دجله. یک کتیبه تقدیم طولانی از شلمنسر - دوم یا سوم- تعیین نشده، به ایشتار (Ištar) وجود دارد که برای تقدیس یک معبد ساخته شده‌است. یک طلا و یک دیسک نقره با نام "شلمنسر Salmānu-ašarēd" نوشته شده‌است و احتمالاً می‌تواند نماینده این پادشاه یا سلف او باشد.
پس از وی، پسرش آشور-نیراری چهارم، مدت کوتاهی سلطنت کرد و سپس برادرش آشور-ربی دوم جانشین وی شد.